# Geinboogbrug

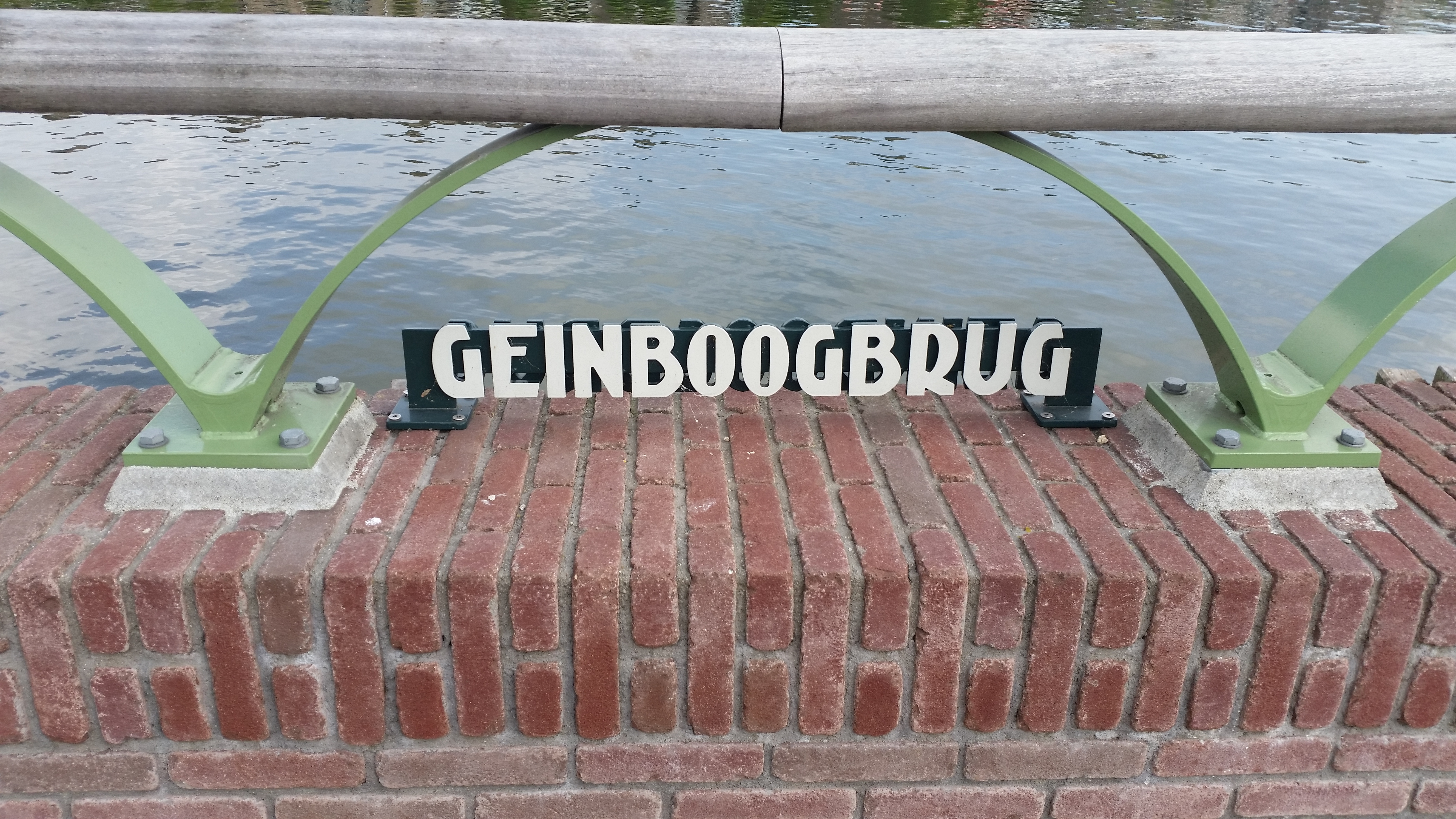
Naamplaat (juni 2020)

De Geinboogbrug, ook wel Geinbrug N236 is een bouwkundig kunstwerk in Amsterdam-Zuidoost.
De brug is gelegen in de provinciale weg 236 daar waar de Gaasp en het Gein samenkomen. Vroeger kwam daar ook nog de Smal Weesp bij, maar door de komst van het Amsterdam-Rijnkanaal werd die naam beperkt tot het riviertje ten oosten van het kanaal. De brug lag in de voormalige buurtschap Geinbrug van de voormalige gemeente Weesperkarspel, dat in 1961 de naam Driemond kreeg, vernoemd naar de samenstroom van de riviertjes.
Er ligt hier al eeuwen een brug over het Gein. Zo komt de naam Geinbrug al voor in De Nederlandsche stad- en dorp-beschrijver van L. van Ollefen van 1795. Ze is voorts te zien op een kaart van rond 1749, maar er lag hier vermoedelijk al eerder een brug. Geinbrug is tevens terug te vinden op gemeentekaart uit 1869 van Weesperkarspel.
De moderne geschiedenis van de brug begint rond 1900. Toen werd een boogbrug neergelegd. In 1976 vond de gemeente Amsterdam dat de brug te nauw was voor alle verkeersstromen en laat naar ontwerp van Dirk Sterenberg van de Dienst der Publieke Werken een houten voet/fietsbrug aan de noordzijde van een stenen brug bouwen. Die situatie blijft tot 2016 ongewijzigd bestaan ondanks de toename van het verkeer. Dan is de brug in een dermate slechte staat dat zij vervangen moet worden. 
Het vervangen van de brug bleek een complexe zaak daar op de brug een meervoudig kruispunt ligt. De drukke doorgaande Provinciale Weg N236 kruist hier namelijk zowel met de dorpsontsluitingsweg Zandpad-Driemond als met de beide wegen, Noord- en Zuid, welke langs het Gein lopen. Oorspronkelijk werd onder druk van een lobby aan de Utrechtse/Geinkant gekozen voor een ontwerp waarbij de brug in twee delen werd opgesplitst, een deel gericht op afhandeling van het doorgaande verkeer op de N236 en een tweede deel waarmee de beide Geinwegen werden samengevoegd. Het laatste deel werd hierbij wat opgeleukt zodat vanaf het Gein de moderne brug die het doorgaande verkeer afwikkelde als het ware aan het oog onttrokken werd. Dit stuitte op grote weerstand aan de Amsterdamse/Driemondse kant vanwege grove aantasting van het dorpsgezicht. Gelukkig bleek de gekunstelde tweebruggen optie in strijd te zijn met de Amsterdamse welstandsnormen waarbij niet alleen kritiek geleverd werd op het aantasten van het dorpsgezicht maar ook op het ingrijpen in de historische waterloop van het Gein. Naar aanleiding van deze kritiek werd gekozen voor de huidige oplossing waarbij het model van de oorspronkelijk boogbrug in stand gebleven is en in verbrede vorm het platvorm is voor een voorrangsplein, een combinatie van een voorrangskruispunt en een rotonde.  Onder ontwerp van Royal HaskoningDHV met projectarchitect Sven Spiering werd er in 2017 gebouwd aan de nieuwe brug, waarbij tevens het voet/fietspad van Sterenberg geïntegreerd werd. 
Ten zuiden van de oude brug werd een tijdelijke stalen brug gebouwd om de kabels en leidingen over het water te leiden. Het verkeer werd grotendeels om de werkzaamheden heengeleid maar in de maanden juni, juli en augustus 2017 werd de brug volledig afgesloten om ruimte te maken voor afbraak van de oude en plaatsing van de nieuwe brug. Voor fietsers, voetgangers en het GVB, die met een tijdelijke buslijn 149 met een kleine bus reed, was een pontonbrug tussen Gein-Noord en Gein-Zuid ten westen van de tijdelijke stalen brug geplaatst.
Deze versie zorgt er min of meer voor dat de kruising op de brug komt te liggen met een soort rotonde in het midden. Uiterlijk lijkt de brug op een kruising tussen een welfbrug en een duiker. De onderdoorgang van de brug is dusdanig laag, dat er alleen kleine schepen onderdoor kunnen. Schipper en passagiers moeten bij doorvaart bukken om niet hun hoofd te stoten. De brug wordt beschermd door remmingswerk.
De nieuwe brug is breder en hoger dan de oude brug en is bekleed met bruin baksteen. Op de brug bevinden zich gescheiden rijbanen en een vrijliggend fietspad.  GVB buslijn 49 rijdt over de brug.
De brug had tot 2016 de officiëuze naam Geinbrug en droeg binnen Amsterdam het nummer 130P. De P geeft weer dat de brug weliswaar in Amsterdam ligt, maar niet in beheer is bij die gemeente. In 2016 vervielen binnen de gemeente Amsterdam alle officieuze brugbenamingen. Gedeputeerde Elisabeth Post van Noord-Holland voorzag de 2017-brug bij opening op 20 november 2017 van het bordje Geinboogbrug in de brughuisstijl van gemeente Amsterdam.

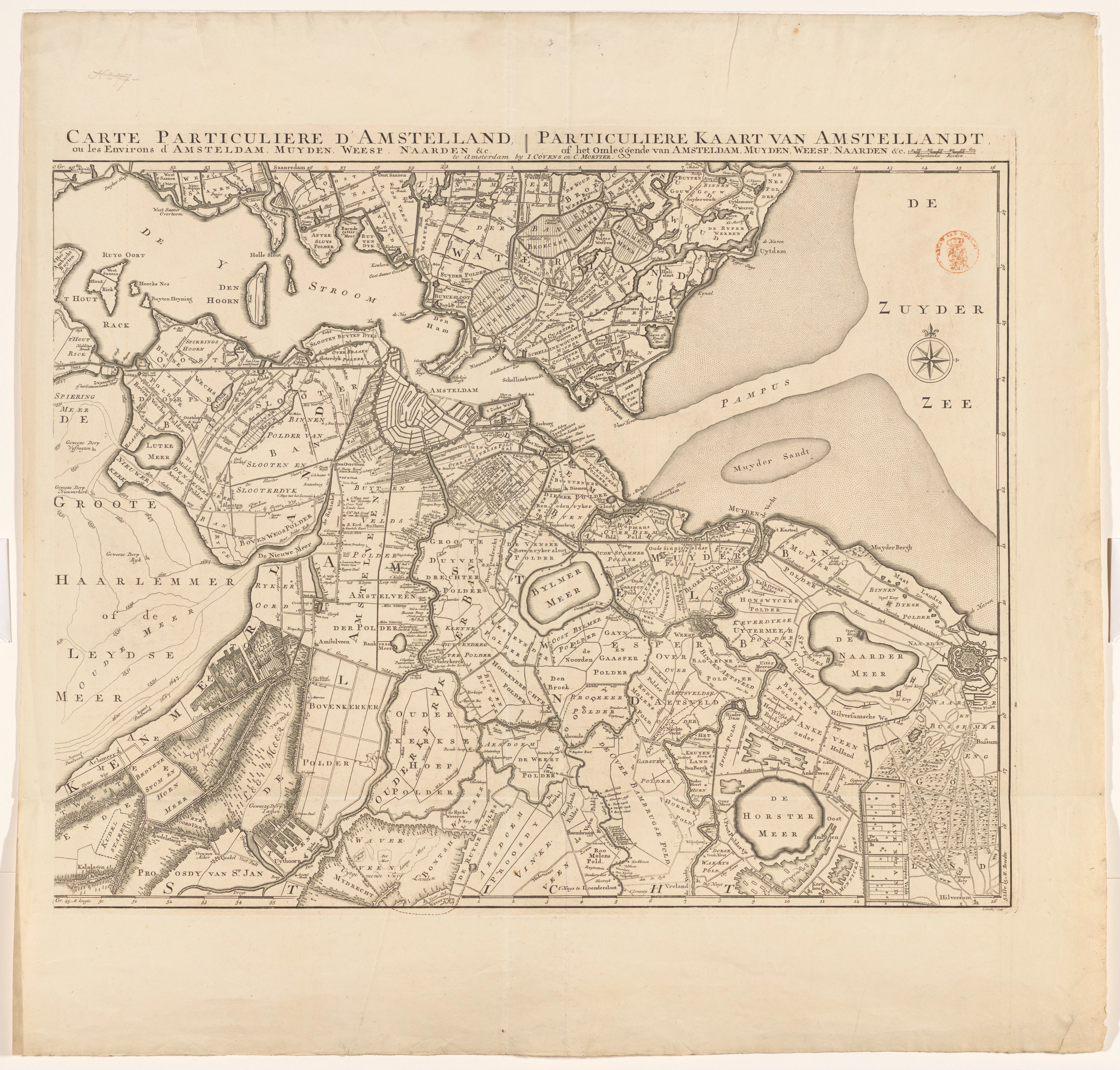
Kaart 1749 met Geinbrug (rechts van Bylmermeer)

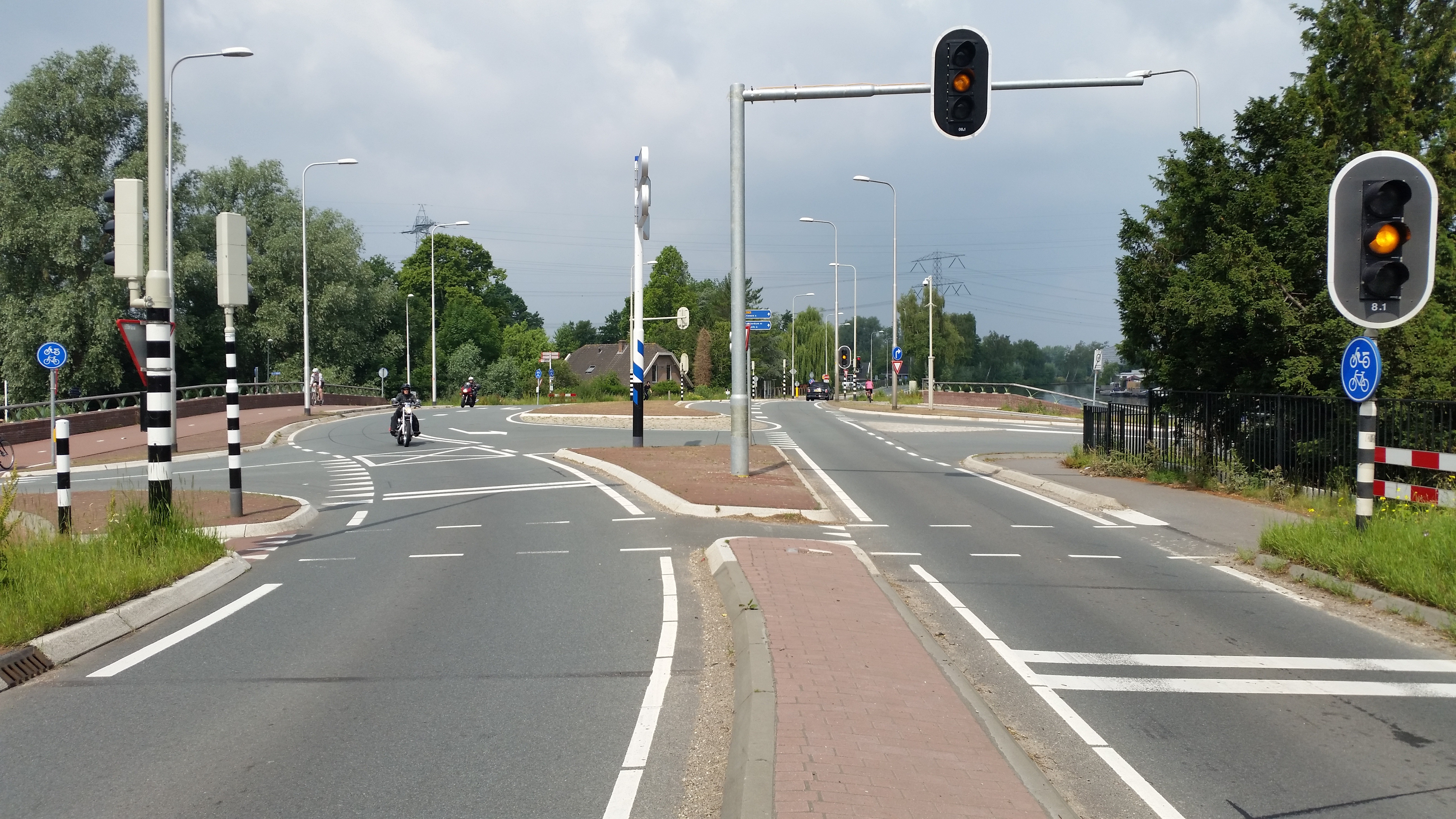
Geinboogbrug naar het westen gezien (juni 2020)